# Natação nos Jogos Olímpicos de Verão de 1900 - 200 m por equipe masculino
A competição dos 200 m por equipe masculino nos Jogos Olímpicos de Verão de 1900 foi uma das sete provas da natação desta edição dos Jogos. A competição contou com 4 equipes, e foi disputada no dia 12 de agosto.

## Medalhistas
| Ouro   | GER Julius Frey, Max Hainle, Ernst Hoppenberg, Herbert von Petersdorff, Max Schöne |
| Prata  | FRA Bertrand, M. Cadet, Maurice Hochepied, Victor Hochepied, Verbecke              |
| Bronze | FRA Houben,Jean Leuillieux,Louis Martin, Désiré Merchez,Tartara                    |

## Resultados
Os competidores representando suas equipe nadam em sua eliminatória de 200 metros. Cada posição de chegada equivale a uma pontuação que somada entre todos os membros de equipe chega-se ao time vencedor. Os membros da eliminatória 1 recebem de 1 a 5 pontos em ordem decrescente, os da segunda eliminatória de 6 a 10, os da terceira eliminatória de 11 a 14 e os da quarta e última eliminatória de 15 a 18, sempre na ordem descrescente (o nadador com o melhor tempo recebe a menor pontuação). A equipe que somou menos pontos ao final das quatro eliminatórias sagrou-se campeã.

### Eliminatórias

#### Eliminatória 1
| Pos. | Atleta                | Equipe                           | Tempo  | Pontos |
| ---- | --------------------- | -------------------------------- | ------ | ------ |
| 1    | GER Ernst Hoppenberg  | Deutscher Schwimm-Verband Berlin | 2:35.4 | 1      |
| 2    | GER Max Hainle        | Deutscher Schwimm-Verband Berlin | 2:36.0 | 2      |
| 3    | FRA Maurice Hochepied | Tritons Lillois                  | 2:53.0 | 3      |
| 4    | GER Julius Frey       | Deutscher Schwimm-Verband Berlin | 2:55.0 | 4      |
| 5    | FRA Bertrand          | Tritons Lillois                  | 3:00.0 | 5      |

#### Eliminatória 2
| Pos. | Atleta             | Equipe                           | Tempo  | Pontos |
| ---- | ------------------ | -------------------------------- | ------ | ------ |
| 1    | GER Max Schöne     | Deutscher Schwimm-Verband Berlin | 2:42.0 | 6      |
| 2    | FRA Jules Clévenot | Libellule de Paris               | 2:45.0 | 7      |
| 3    | FRA Tartara        | Pupilles de Neptune de Lille     | 2:48.6 | 8      |
| 4    | FRA Désiré Mérchez | Pupilles de Neptune de Lille     | 2:55.4 | 9      |
| 5    | FRA Rosier         | Libellule de Paris               | 3:04.4 | 10     |

#### Eliminatória 3
| Pos. | Atleta               | Equipe                       | Tempo  | Pontos |
| ---- | -------------------- | ---------------------------- | ------ | ------ |
| 1    | FRA Louis Martin     | Pupilles de Neptune de Lille | 2:51.4 | 11     |
| 2    | FRA Victor Hochepied | Tritons Lillois              | 2:56.4 | 12     |
| 3    | FRA Verbecke         | Tritons Lillois              | 3:01.6 | 13     |
| 4    | FRA Jean Leuillieux  | Pupilles de Neptune de Lille | 2:55.0 | 14     |

#### Eliminatória 4
| Pos. | Atleta       | Equipe             | Tempo  | Pontos |
| ---- | ------------ | ------------------ | ------ | ------ |
| 1    | FRA Féret    | Libellule de Paris | 3:00.4 | 15     |
| 2    | FRA Gasaigne | Libellule de Paris | 3:02.0 | 16     |
| 3    | FRA Pelloy   | Libellule de Paris | 3:06.0 | 17     |
| 4    | FRA M. Cadet | Tritons Lillois    | 3:18.0 | 18     |

- Dois nadadores não completar o percurso em suas eliminatórias e acumularam 20 pontos para suas equipes:
  - Herbert von Petersdorff, Deutscher Schwimm-Verband Berlin
  - Houben, Pupilles de Neptune de Lille

### Resultado final
| Pos.              | Equipe                           | Atletas                                                                    | País         | Pontos           |
| ----------------- | -------------------------------- | -------------------------------------------------------------------------- | ------------ | ---------------- |
| Medalha de ouro   | Deutscher Schwimm-Verband Berlin | Ernst Hoppenberg Max Hainle Julius Frey Max Schöne Herbert von Petersdorff | GER Alemanha | 33 1+2+4+6+20    |
| Medalha de prata  | Tritons Lillois                  | Maurice Hochepied Bertrand Victor Hochepied Verbecke M. Cadet              | FRA França   | 51 3+5+12+13+18  |
| Medalha de bronze | Pupilles de Neptune de Lille     | Tartara Désiré Mérchez Louis Martin Jean Leuillieux Houben                 | FRA França   | 62 8+9+11+14+20  |
| 4                 | Libellule de Paris               | Jules Clévenot Rosier Féret Gasaigne Pelloy]                               | FRA França   | 65 7+10+15+16+17 |

Legenda
| Recorde mundial      | Recorde mundial (World record)               |                       | Recorde africano                      | Recorde africano (African) |                                           | Q | Classificado por posição (Qualified) |
| Recorde olímpico     | Recorde olímpico (Olympic record)            | Recorde da América    | Recorde da América (Americas)         | q                          | Classificado por melhor tempo (Qualified) |   |                                      |
| Melhor marca do ano  | Melhor marca do ano (World leading)          | Recorde asiático      | Recorde asiático (Asian)              | DNS                        | Não largou (Did not start)                |   |                                      |
| Recorde nacional     | Recorde nacional (National record)           | Recorde europeu       | Recorde europeu (European)            | DNF                        | Não terminou (Did not finish)             |   |                                      |
| Recorde pessoal      | Recorde pessoal do atleta (Personal best)    | Recorde da Oceania    | Recorde da Oceania (Oceania)          | DSQ / DQ                   | Desclassificado (Disqualified)            |   |                                      |
| Recorde da temporada | Recorde da temporada do atleta (Season best) | Recorde sul-americano | Recorde sul-americano (South America) | NM                         | Sem marca (No mark)                       |   |                                      |